# Chapelle de la Tour Pourçain
La chapelle de la Tour Pourçain est une ancienne maison forte du XIVe siècle, transformée en chapelle en 1926, située à Barrais-Bussolles, dans le département français de l'Allier. Elle est inscrite aux Monuments historiques.

## Localisation
La chapelle est située sur la commune de Barrais-Bussolles, à environ un kilomètre à l'est du bourg et à neuf kilomètres à vol d'oiseau de Lapalisse, dans le sud-est du département français de l'Allier en région Auvergne-Rhône-Alpes. La maison forte dominait l'ancienne route reliant l'Auvergne à la Bourgogne.

## Description
Ancienne maison forte, elle comprenait initialement trois étages, chacun équipé d'une cheminée— qui permet de dater l'édifice du XIVe siècle —, le tout surmonté d'une terrasse crénelée. Ce dernier étage a été remplacé par une toiture. À part cela, elle a subi peu de transformations si ce n'est un élargissement de ses ouvertures aux XVe et XVIe siècles. Le rez-de-chaussée vouté est composé d'une grande salle avec un four à pain et une cheminée de grès. Une croisée à meneaux permet d'éclairer la salle. Un escalier de pierre monte à l'étage supérieur où l'on distingue encore l'accès aux créneaux.

## Historique
Primitivement appelée Tour des Pousins, cette maison forte est construite au XIVe siècle par les sires de Bar et dépendait de leur château de la Motte-Bar. Elle protégeait la route d'Autun à Clermont, qui reprenait le tracé d'une ancienne voie romaine d'importance. Elle se dressait sur une petite motte, probablement entourée d'eau. La maison forte se trouve entre deux confluences de ruisseaux vers le ruisseau plus important des Gouttes Bar.
Le dernier étage en partie rasé est remplacé par une toiture qui s'est effondrée en 1920.
En 1926, la maison forte est transformée en chapelle dédiée à Notre-Dame.
Elle est inscrite aux monuments historiques par arrêté le 22 septembre 1937. A 1992, elle est la propriété d'une association.